# سيمون تراسي
سيمون تراسي (بالإنجليزية: Simon Tracey)‏ (9 ديسمبر 1967 في المملكة المتحدة - ) هو لاعب كرة قدم بريطاني في مركز حراسة المرمى. لعب مع شيفيلد يونايتد ومانشستر سيتي ونوتينغهام فورست ونورويتش سيتي ونادي ويمبلدون.

## وصلات خارجية
- سيمون تراسي على موقع قاعدة بيانات كرة القدم.إي يو (الإنجليزية)
- سيمون تراسي على موقع Soccerbase.com (لاعب) (الإنجليزية)
- سيمون تراسي على موقع عالم كرة القدم.نت (الإنجليزية)